# Лондонский археологический музей (Онтарио)
Музей археологии Онтарио (англ. Museum of Ontario Archaeology; ранее Музей индейской археологии и жизни поселенцев, Музей индейской археологии (Лондон) и Лондонский музей археологии) — музей, расположенный на северо-западе Лондона, Онтарио, Канада. Он посвящен изучению и публичной интерпретации более 11 000 лет истории человечества в Онтарио. Он находится рядом с реконструкцией Лоусонской площадки, деревни ирокезов XVI-го века до контакта с европейцами. Музей имеет постоянную и временную парковку, театр, аудиторию и детскую площадку, а также проводит экскурсии по реконструированной деревне.
Музей является дочерним исследовательским институтом Университета Западного Онтарио. В нем хранится более двух миллионов артефактов, найденных в археологических раскопках по всему Онтарио, а также лабораторное пространство для анализа артефактов и обширная библиотека археологических книг и рукописей.
Ежегодно проводятся четыре мероприятия: Ежегодный фестиваль урожая и Пау Вау в сентябре, Art & Craft Sale с продажей традиционных изделий индейцев в конце ноября, Снежная змея или Зимний фестиваль в День семьи в феврале и День археологии Жюри Уилфрида в конце июля.

## История
Музей восходит к частной коллекции артефактов Амоса Жюри и его сына Уилфрида. Коллекция Жюри неофициально показывалась в Университете Западного Онтарио, начиная с 1927 года, но только в 1933 году было официально отведено пространство для нее в Мемориальной библиотеке им. Лоусона. Уилфрид Жюри стал куратором недавно созданного Музея индейской археологии и жизни поселенцев, хотя до 1945 года эта должность ему не оплачивалась.
Уилфрид Жюри продолжал руководить музеем до своей смерти в 1981 году. В 1969 году он призвал полковника Тома Лоусона и членов семьи Фуллер пожертвовать землю, включающую Лоусонскую площадку, Университету Западного Онтарио. Строительство здания Лоусон-Жюри, где сейчас находится Музей археологии Онтарио, началось в 1980 году и было завершено в 1981 году.
Музей расположен на двух археологических раскопках. До строительства здания Лоусон-Жюри, археологические экспедиции обнаружила остатки лагеря, насчитывающего 4000 лет, в настоящее время известного как участок Spook Hollow. Восстановленная деревня находится на вершине Лоусона, деревни нейтральных ирокезов, появившейся в XVI веке.

## Лоусонская площадка
Лоусонская площадка расположена на плато между рекой Медуэй и ручьем Снейк, притоками реки Темс. Около 1500 года н.э. это плато было местом плотно укрепленной деревни нейтральных ирокезов с максимальной численностью населения до 1900 особей. Площадка была известна коллекционерам-любителям с середины XIX века. Первые археологические раскопки на этом месте были предприняты У. Дж. Винтембергом с 1921 по 1923 год, а Уилфрид Жюри обследовал это место в 1930-х и 40-х годах.
Площадка подверглась тщательным раскопкам в 1970-х годах в связи с развитием смежного Музея археологии Онтарио. Антропологический факультет Университета Западного Онтарио проводит здесь ежегодную полевую школу. Лоусонская стала первым археологическим памятником в Онтарио, который был включен в Канадский реестр исторических мест.
В деревне были обнаружены останки по меньшей мере 39 остатков домов, а также многочисленные углубления и ямы. Вся деревня была окружена рядом с частоколами и оборонительными земляными рвами. На площадке было обнаружено более 500 000 артефактов, которые предоставляют ценную информацию о повседневной жизни ее  жителей. Жители Лоусонской площадки были садоводами, выращивающими кукурузу, бобы и тыкву (известные как Три сестры) на полях, окружающих деревню.

## Принадлежность
Музей связан с: CMA, CHIN, Университетом Западного Онтарио и Виртуальным музеем Канады.
В 2011 году рядом с музеем была построена археологическая исследовательская база и склад Университета Западного Онтарио. Sustainable Archaeology — это межинституциональный центр совместных исследований между Университетом Западного Онтарио и Университетом Макмастера.